# Добранє (Зажаблє)
42°59′ пн. ш. 17°41′ сх. д. / 42.98° пн. ш. 17.69° сх. д.
Добранє (хорв. Dobranje) — населений пункт у Хорватії, у Дубровницько-Неретванській жупанії у складі громади Зажаблє.

## Населення
Населення за даними перепису 2011 року становило 6 осіб.
Динаміка чисельності населення поселення: